# Tahnee Welch
Tahnee Welch (født Latanne Rene Welch den 26. december 1961) er en amerikansk skuespiller og model, der fik et stort gennembrud som rumvæsen i science fiction-filmen Cocoon (1985), men derudover er bedst kendt for at være datter af Raquel Welch.
Blandt hendes øvrige film må fremhæves Cocoon: The Return (1988) og I Shot Andy Warhol (1996). Hun har foldet sig ud i mange kendte mandeblade, modeblade etc.